# Roman Lejbjuk
Roman Wassyljowytsch Lejbjuk (ukrainisch Роман Васильович Лейбюк, englische Transkription Roman Leybyuk ; * 16. Januar 1977 in Jaremtsche, Ukrainische SSR) ist ein ehemaliger ukrainischer Skilangläufer.

## Werdegang
Lejbjuk startete im Dezember 1998 in Toblach erstmals im Skilanglauf-Weltcup und belegte dabei den 76. Platz über 10 km Freistil. Bei der Winter-Universiade 2001 in Zakopane wurde er Siebter über 10 km Freistil und Sechster über 10 km klassisch. Zu Beginn der Saison 2001/02 holte er in Kuopio mit dem 28. Platz über 15 km klassisch und den 23. Rang über 10 km Freistil seine ersten Weltcuppunkte. Im weiteren Saisonverlauf kam er zweimal in die Punkteränge und errang damit den 98. Platz im Gesamtweltcup. In der Saison 2003/04 erreichte er mit dem zehnten Platz über 10 km Freistil in Ramsau am Dachstein und mit dem siebten Platz über 15 km klassisch in Lahti seine ersten und einzigen Top-Zehn-Platzierungen im Weltcup. Zum Saisonende belegte er damit den 60. Rang im Gesamtweltcup. Dies war seine beste Gesamtplatzierung im Weltcup. Im Januar 2005 gewann er bei der Winter-Universiade 2005 in Seefeld in Tirol die Goldmedaille über 10 km Freistil. Die Tour de Ski 2006/07 beendete er auf dem 40. Platz und die Tour de Ski 2007/08 auf dem 32. Rang. Bei den Rollerski-Weltmeisterschaften 2007 in Oroslavje holte er die Silbermedaille mit der Staffel. Im März 2008 siegte er beim Skilanglauf-Balkan-Cup in Bursa über 10 km klassisch und im Januar 2009 beim Skilanglauf-Eastern-Europe-Cup in Charkiw über 15 km klassisch. Bei der Tour de Ski 2008/09 belegte er den 44. und bei der Tour de Ski 2009/10 den 36. Rang. In seiner letzten aktiven Saison 2010/11 kam er auf den 61. Platz bei der Nordic Opening in Kuusamo und auf den 32. Rang bei der Tour de Ski 2010/11. Dabei holte er im Fleimstal mit dem 28. Platz bei der Bergverfolgung letztmals Weltcuppunkte.
Leybyuk nahm an den Olympischen Winterspielen 2002 in Salt Lake City, 2006 in Turin und 2010 in Vancouver teil. Seine besten Ergebnisse dabei waren der 14. Platz in Turin und der 11. Platz im Skiathlon in Salt Lake City. Seine besten Platzierungen bei sieben Teilnahmen bei Weltmeisterschaften (1999, 2001, 2003, 2005, 2007, 2009 und 2011) waren der 16. Platz im Skiathlon im Februar 2005 in Oberstdorf und der 14. Rang mit der Staffel im Februar 2003 im Fleimstal.

## Siege bei Continental-Cup-Rennen
| Nr. | Datum           | Ort     | Disziplin       | Serie              |
| --- | --------------- | ------- | --------------- | ------------------ |
| 1.  | 22. März 2008   | Bursa   | 10 km klassisch | Balkan-Cup         |
| 2.  | 17. Januar 2009 | Charkiw | 15 km klassisch | Eastern Europe Cup |

## Teilnahmen an Weltmeisterschaften und Olympischen Winterspielen

### Olympische Spiele
- 2002 Salt Lake City: 11. Platz 20 km Skiathlon, 22. Platz 50 km klassisch, 32. Platz 15 km klassisch, 44. Platz Sprint Freistil, 50. Platz 30 km Freistil Massenstart
- 2006 Turin: 14. Platz Staffel, 17. Platz 15 km klassisch, 49. Platz 30 km Skiathlon
- 2010 Vancouver: 41. Platz 30 km Skiathlon, 42. Platz 50 km klassisch Massenstart, 61. Platz 15 km Freistil

### Nordische Skiweltmeisterschaften
- 1999 Ramsau: 33. Platz 10 km klassisch, 35. Platz 25 km Verfolgung, 41. Platz 50 km klassisch, 43. Platz 30 km Freistil
- 2001 Lahti: 15. Platz Staffel, 39. Platz 30 km klassisch, 41. Platz 50 km Freistil, 48. Platz 20 km Skiathlon
- 2003 Val di Fiemme: 14. Platz Staffel, 16. Platz 15 km klassisch, 39. Platz 30 km klassisch Massenstart, 53. Platz 20 km Skiathlon, 59. Platz 50 km Freistil
- 2005 Oberstdorf: 16. Platz Staffel, 16. Platz 30 km Skiathlon, 33. Platz 15 km Freistil, 38. Platz 50 km klassisch Massenstart, 39. Platz Sprint klassisch
- 2007 Sapporo: 15. Platz Staffel, 35. Platz Sprint klassisch, 56. Platz 15 km Freistil
- 2009 Liberec: 18. Platz Teamsprint klassisch, 35. Platz 15 km klassisch, 36. Platz 30 km Skiathlon
- 2011 Oslo: 36. Platz 15 km klassisch, 60. Platz 30 km Skiathlon, 72. Platz Sprint Freistil